# أندرو مويسيغوا
أندرو مويسيغوا (بالإنجليزية: Andrew Mwesigwa)‏ (مواليد 24 أبريل 1984 في أوغندا) لاعب كرة قدم أوغندي دولي يجيد اللعب في خط الهجوم . يلعب حاليا لصالح تشونغكينغ ليفان الصيني منذ 2010 .

## روابط خارجية
- أندرو مويسيغوا على موقع قاعدة بيانات كرة القدم.إي يو (الإنجليزية)
- أندرو مويسيغوا على موقع ناشيونال فوتبول تيمز (الإنجليزية)
- أندرو مويسيغوا على موقع Soccerway.com (الإنجليزية)
- أندرو مويسيغوا على موقع عالم كرة القدم.نت (الإنجليزية)